# 샵뉴질랜드
샵뉴질랜드(Shop New Zealand)는 2003년 뉴질랜드의 사업가인 크리스 베리맨 (Chris Berryman) 에 의해 설립된 인터넷 기업으로서, 올월드샵스 (All World Shops Ltd.)의 자회사이다. 총 11개의 인터넷 쇼핑 사이트 및 1개의 점포를 오클랜드 본사에서 운영하고 있으며, 3개의 자체 브랜드를 개발해 현재 제품 생산 및 수출중에 있다.
샵뉴질랜드는 주로 전자상거래를 통해 제품을 판매하며, 약 6천여가지의 뉴질랜드산 상품을 인터넷에 등록, 판매 및 배송하고 있다. 웹사이트는 한국어, 일본어, 중국어, 독일어, 프랑스어, 영어 등 총 6개의 언어가 지원되며, 13가지의 통화로 결제가 가능하다.

## 경영 내용

### 사업 개요
샵뉴질랜드의 2003년도에 웹사이트 판매 서비스를 시작해 2006년에는 오클랜드 지역에 매장을 개점했다. 이러한 방식은 대다수 소매 업자들이 점포를 개업한 후 보통 전자상거래 사이트로 사업을 확장하는 기존의 브릭스앤클릭스 (Bricks and clicks) 모델을 역으로 적용한 사례로 평가된다.
샵뉴질랜드는 2008년 7월에 또다른 뉴질랜드 기업인 올월드샵스 (All World Shops Ltd.) 에 합병되었다. 해당 모기업 또한 오클랜드에 위치해 있으며, 샵뉴질랜드의 경영 모델을 라이선스 방식을 통해 해외로 판매하는 역할을 한다.

### 인터넷 소매업
샵뉴질랜드는 수익의 대부분을 월드 와이드 웹을 통한 전자상거래에 의존하고 있으며, 이중 유럽 및 아시아를 포함한 비영어권 국가에서의 매출이 약 60퍼센트를 차지하고 있다. 약 6천여개의 뉴질랜드산 제품이 웹사이트에 등록되어 있으며, 이밖에도 thehealthstore.co.nz, beautyshop.co.nz, honeyshop.co.nz 등을 포함한 10개의 다른 온라인 쇼핑몰을 운영하고 있다. 모든 웹사이트에서는 다국어 지원 및 전 세계 배송, 적립금 서비스 등이 제공된다. 현재 한국, 일본, 미국, 호주, 중국, 독일, 프랑스, 영국 등이 샵뉴질랜드의 주요 매출국가로 분류된다.

### 대한민국 내 사업
샵뉴질랜드는 제휴 마케팅 및 자체적인 검색 엔진 최적화 작업을 통해 아시아권의 인터넷 쇼핑산업에 진입하였다. 이러한 전략은 소비자와의 직거래를 가능케 했으며, 특히 한국 시장에서 가파른 성과를 이루었다.
국내 언론에는 마마이트 및 마누카꿀을 판매하는 업체로 보도되었다.

### 브랜드 개발
2010년 4월 기준으로 샵뉴질랜드는 건강기능식품 브랜드인 바디바이네이처 (Body By Nature) 및 마누카엑스 (ManukaX), 분유 제품인 골든펀 (Golden Fern) 제품을 산하에 두고 있다.

### 해외 진출
샵뉴질랜드의 사업 모델은 모기업인 올월드샵스를 통해 해외로 프랜차이즈 되고 있으며, 현재 중국, 말레이시아, 호주, 홍콩에 동일한 방식으로 운영되는 협력 업체가 있다.
2008년 11월에 샵차이나 (Shop China) 가 라이선스를 얻은 후 샵뉴질랜드와 동일한 비즈니스 모델로 사업을 시작하였으며, 2009년도에 각각 말레이시아 및 호주, 홍콩에 또다른 협력업체들이 설립되었다. 이들 업체는 모두 샵뉴질랜드와 마찬가지로 자국내에서 생산된 제품들을 선정 및 소싱한 뒤, 인터넷을 통해 세계 다른 국가로 판매 및 배송하는 사업을 실시하고 있다.

## 같이 보기
- Shop New Zealand (영어)
- 뉴질랜드
- 오클랜드